# 大和町
大和町（日语：／ Taiwa chō */?）是位於日本宮城縣中部的町，隸屬於黑川郡。當地人口主要集中在中央的吉岡地區等地。大和町近年來為因應境內設立多個產業園區，而在鄰近仙台市與富谷市的地區開發成團地。當地在江戶時代作為奧州街道沿途的宿場町而繁榮，現今正逐漸發展成宮城縣內陸地區的工業聚集地。而大和町在對外通勤與就學方面相當依賴南邊的仙台市。

## 地理
大和町約70.4%的面積被森林覆蓋，9.9%的土地為農業用地。境內最高峰為坐落於西部，海拔1500公尺的船形山，並且與周邊的山岳相連。吉田川流經北部地區並往東流，其支流善川、竹林川、西川等河也流經町内。吉田川北邊坐落著加美丘陵與大松澤丘陵，南邊為富谷丘陵，其下游則為散布著低窪濕地的沖積平原。

### 氣候
大和町屬於內陸性氣候。根據統計，2017年至2021年大和町的年均溫為17℃，年均降雨量則約1286毫米。當地12月至隔年3月的氣溫多位於0℃以下，西部地區的降雪量較多。降雨則主要集中在夏季。

## 歷史
大和町的所在地黑川郡在史料中的最早記錄源自於天平14年（742年），陸奧國向聖武天皇的奏言中提及黑川以北的一個郡。據平安時代撰寫的續日本後紀中記載，承和8年（841年）靭伴連黑成奉命擔任黑川郡的大領。而位於落合舞野的觀音堂據傳是大同3年（808年）由坂上田村麻呂勸請至當地。
中世紀時，當地先後由北條氏、相馬氏、留守氏、畠山氏等氏族統治，至南北朝時代則成為大崎直持一族的黑川氏直的領地。天正18年（1590年），黑川晴氏因未參與小田原之戰，而被豐臣秀吉沒收領地，之後則成為伊達氏的家臣。元和2年（1616年），伊達政宗的三男伊達宗清從下草城移居至大和地區的吉岡城。寛永11年（1634年）伊達宗清死後，大和地區於寛文2年（1662年）改由奧山常辰治理。
明治22年（1889年），日本在當地實施町村制，並在境內設置吉岡町與其他9個村。昭和36年（1955年）4月20日，吉岡町、宮床村、吉田村、鶴巢村與落合村合併成現今的大和町。
2011年3月11日的日本東北地方太平洋近海地震在大和町引發震度3.9至4.5的地震，並造成4位居民死亡、41棟住宅全毀，以及226棟住宅半毀。

## 行政
現任町長淺野俊彥於2023年10月在選舉中當選，其任期將持續至2027年10月。

## 經濟
根據日本2020年的國勢調查統計，大和町的就業人口中有4.3%從事第一級產業，33.1%的就業人口從事第二級產業，60.4%的就業人口則從事第三級產業。當地第一級產業的產值在近年來僅佔生產整總值不到1%的比例。而因境內設有仙台北部中核工業園區與大和研究園區，產業集群使町內的第二級產業生產額佔總生產額的約70%，為當地的重點產業。近年來大和町也致力於也吸引與汽車相關的產業等入駐當地。

## 教育
大和町内共有6所小學校、2所中學校、1所高等學校與1所大學（宮城大學）。根據2022年的統計，境內的小學校學生總人數為1745名，中學校則共有825名學生。

## 交通
國道4號、國道457號與東北自動車道皆通過大和町，其中東北自動車道在境內設置大和交流道。鐵路方面，東北新幹線通過轄區但沒有設置車站，距離大和町最近的車站是仙台市地下鐵南北線的泉中央站。